# Milštatsko jezero
Milštatsko jezero (nemško Millstätter See), tudi Miljsko jezero je jezero na avstrijskem Koroškem, severno od doline Drave pri Špitalu. Leži na nadmorski višini 588 m, po dolžini meri 11,5 km in po širini 1,8 km in je drugo največje na Koroškem. 
Po eni od legend naj bi jezero oziroma naselbina na obrežju dobila ime iz latinske besede »mille statuae« (tisoč kipov), ki naj bi jih slovanski koroški knez Domicijan po svoji spreobrnitvi v krščansko vero, kot poganske kipe slovanskih bogov in boginj vrgel v jezero. 

## Geografija
Milštatsko jezero je nastalo v ledeniški kotanji, ima ovalno obliko in površino 13,28 km², ter največjo globino 141 m. Na območju Špitala ob Dravi in Milštatskega jezera je bil v zadnji ledeni dobi okoli 24.000 let pr. n. št. ledenik, ki je segal do 1800 m nmv. Na začetku je bilo jezero večje in je segalo do Lurnskih hribov. Rečica Jezernica (nemško Lieser)  je tekla preko Kötzinga pri Rovtah nad naseljem Seeboden. Stari rečni tok je še vedno prepoznaven pri naselju Trebeliče (nemško Trefling). 

## Lokacija in povodje
Milštatsko jezero na severu omejujejo okoli 2000 m visoke gore in pogorja z vrhovi kot je Černok, Kamplnoks, Milštatske Alpe in Lammersdorfske gore ter Nockberge, z zahodnim delom pogorja, ki spada h Krškim Alpam. Na jugu jezero omejuje podolgovat greben, ki se razteza od Sv. Petra v Lesu na zahodu do vzhodnega dela pritokov Milštatskega jezera iz Dravske doline. Najvišja točka tega pogozdenega hrbta je Gaisriegel (988 m). Vzhodno od jezera se dviga 2110 visok Mirnock.
Območje okrog Milštatskega jezera je neprekinjeno naseljeno že vsaj 4000 let. Najstarejše prazgodovinske najdbe na Zgornjem Koroškem je mogoče najti na Milštatski gori na planoti na severnem robu pri Sapplu in vasi Lamerje (nem. Lammersdorfu). Vendar v času Rimljanov stara rimska cesta ni vodila ob jezeru, kot sedaj Milštatska cesta (B 98), ampak je vodila preko Milštatske gore. Lokalno gozdno vegetacijo so v 9. stoletju začeli krčiti kolonisti z Bavarske. Naselja ob severni obali jezera kot sta Seeboden in Milštat so iz kmečkih in ribiških naselij šele ob koncu 19. stoletja prerasla v turistično-počitniška naselja.
Glavni pritok jezera je na vzhodu pri vasi Dobrije (nem. Döbriach) potok Riegerbach v katerega se izliva več manjših potokov zlasti Tiefenbach iz visokogorske doline Kleinkirchheim. Večina od okoli 30 pritokov je na severni obali. Edini odtok iz jezera je na zahodu, to je potok Seebach, ki se izliva v rečico Jezernica (Lieser), ki je pritok Drave.
- Naselje enakega imena Milštat – vzhodni del
- Odtok Milštatskega jezera pri kraju Seeboden
- Večerni pogled iz Milštata proti Seebodnu

## Klimatske razmere
Milštatsko jezero je eno od najtoplejših jezer na Koroškem, ker predstavlja veliko vodno maso in ob slabih pritokih in odtoku pomeni enakomerno temperaturo jezerske vode. Na površini sredi jezera ima voda sredi poletja 22 ° C, ob obali doseže 26 ° C. Plast tople vode v poletnih mesecih dosega globino petih do osmih metrov. Ohlajanje jeseni je počasno. Pozimi v celoti zaledeni le v izjemno mrzlih zimah, nabiranje ledu ob obalah pa se dogaja v času od začetka januarja do konca februarja, največ do sredine marca.

## Ribolov
Izobilje rib v jezeru je znana od nekdaj. Že Benediktinci iz Milštatskega samostana so v letu 1177 prejeli od papeža potrjeno pravico do ribolova v vzhodnem delu jezera pri naselju Döbriach.  Ribolovne pravice v zahodnem delu jezera so dolgo časa pripadale gospostvu  Sommeregg. V letu 1450 je bil potrjen fevd več ribičem iz Seebodna in Milštata, ki so jim ga podelili takratni lastniki gospostva grofije Ortenburg. Cesar .Friderik III. je določil, da mora samostan za ribolovne pravice kot plačilo na dvor kvartalno dostavljati 50 postrvi.  Dokler je bila ribolovna pravica vezana na lastnike gospostva, so ti tudi določali pravila za ribolov. V času drstenja je bil predpisan lovopust pri mlinih in v jezovih. Prepovedana je bila uporaba pasti in nočni ribolov. Za navadnega človeka je bil prepovedan lov na rake. Z odpravo fevdalizma leta 1848 so vse te omejitve ribolova prenehale, kar je trajalo do leta 1885, ko je bil sprejet Avstro-ogrski imperijalni Zakon o ribištvu. Ko je bil iztok iz jezera reguliran in postavljene hidrocentrale, je ribištvo kot gospodarska dejavnost zamrla. Le lokalna gastronomija ponuja postrv kot specialiteto, ribolov pa je le še prostočasna dejavnost oziroma gre za športni ribolov.
V ribiški hiši Brugger v predelu Seebodna neposredno pri iztoku iz jezera je bil leta 1980 odprt prvi Koroški ribiški muzej. Gre za hišo v kateri so živeli in delali ribiči gospostva Ortenburg, ki jo je podarila baronica Klinger – Klingerstorff območnemu muzeju v Špitalu, ki ima tu svojo podružnico. Hiša je iz leta 1638 in je tipična koroška prekajevalnica, ki ima glavni bivalni prostor in prekajevalnico s krušno pečjo (t.i. črna kuhinja), katere dimnik se uporablja za prekajevanje lososa oziroma postrvi.

## Ribja populacija
V Milštatskem jezeru najdemo naslednje vrste rib: 
- Šarenka (Amerikanka) (Oncorhynchus mykiss)
- Ozimica (Coregonus)
- Jezerska zlatovčica  (Salvelinus alpinus)
- Zelenika  (Alburnus alburnus alburnus)
- Rdečeoka (Rutilus rutilus)
- Klen (Leuciscus cephalus)
- Navadna mrena  (Barbus barbus)
- Linj (Tinca tinca)
- Krap (Cyprinus carpio)
- Evropski som (Silurus glanis)
- Ščuka (Esox lucius)
- Smuč (Sander lucioperca)
- Ostriž (Perca fluviatilis)
- Rečna jegulja (Anguilla anguilla)

## Turizem
Jezero je močno turistično izrabljeno, o čemer pričajo hotelski in kopališki objekti okoli celotnega jezera. Obstajajo številne plaže, tudi lokali na bregovih jezera. Večina kopališč je zasebnih in rezerviranih za goste posameznih nastanitvenih obratov. Obstajajo tudi plaže v občinski lasti, ki so namenjene javnosti.
Prvi opis v popotni literaturi najdemo v opisu popotovanja po Avstriji iz leta 1825, katere avtor je dunajski alpinist Josef Kyselak. Z razvojem in izgradnjo železnic na Koroškem so tudi njena jezera postala cilj poletnih počitnic. Prvi obiskovalci iz Dunaja so zabeleženi leta 1869, ko so se naselili v Milštatskem gostišču »Sobe pri Trebšetu« (Trebsche Quartier). V Milštatski župnijski kroniki iz leta 1872 lahko prečitamo, da je tega leta veliko tujih obiskovalcev predvsem iz Dunaja, za nekaj tednov ali dni obiskalo kraj. Podjetni Anton Trebše je leta 1870 na jezeru odprl kopališče z več kopalnimi kabinami in leta 1875 še Peter Marchetti. Odprla so se gostišča, nekateri premožni gostje so si ob jezeru zgradili vile. Leta 1881 je bilo ustanovljeno »Kopališko društvo Milštat«, turistično društvo z namenom promocije, pod vodstvom Franca Burgstallerja, ki je skrbelo za ureditev sprehajalnih poti, teniškega igrišča in parka ter organiziranje dogodkov. Leta 1883 je bil za goste, ki so prišli na železniško postajo Špital organiziran prevoz/povezava z omnibusom na konjsko vprego.   Postopno je Milštat postal tretje poletno počitniško območje na Koroškem po Porečah in  Vrbi na Koroškem. Še leta 1875 je bilo ob Milštatskem jezeru 70 stalnih zdraviliških gostov, že leta 1903 pa jih je bil kar 1829, večinoma iz Dunaja in Madžarske. Seeboden se je v turizem vključil leta 1890, ob prelomu stoletja pa še Döbriach in Dole (Dellach). 
Po drugi svetovni vojni, v letih gospodarskega čudeža, pride do navala zahodnonemških turistov na Milštatsko jezero. Okoli leta 1960 so Milštatsko jezero kot počitniško destinacijo odkrili tudi turisti s šotori. Množični turizem je v letih med 1955 in 1972 prinesel onesnaženje jezerske vode, kjer so se zelo razmnožile alge, kar je prineslo tudi zmanjšanje vidnosti v vodi iz 6 m na samo 2 metra. Tako je poleti 1972 jezero enostavno zacvetelo od alg, in tudi kopanje se je v jezeru praktično ustavilo. Šele leta 1995 je prišlo do upada količine alg in od leta 2004 je biomasa alg spet na nizkem nivoju. 